# Ruta Estatal de Alabama 10
La Ruta Estatal de Alabama 10, y abreviada SR 10 (en inglés: Alabama State Route 10) es una carretera estatal estadounidense ubicada en el estado de Alabama, cruza los condados de Choctaw, Marengo, Wilcox, Butler, Crenshaw, Pike, Barbour y Henry. La carretera inicia en el Oeste desde la MS 19  cerca de Yantley, Alabama en la línea estatal con Misisipi y finaliza en la GA 37  en la línea estatal con Georgia, tiene una longitud de 371,30 km (230.7 mi).

## Mantenimiento
Al igual que las autopistas interestatales, y las rutas federales y el resto de carreteras estatales, la Ruta Estatal de Alabama 10 es administrada y mantenida por el Departamento de Transporte de Alabama por sus siglas en inglés ALDOT.

## Cruces
La Ruta Estatal de Alabama 10 es atravesada principalmente por: 
- AL 17     en Butler
- US 43  en Dixons Mills
- AL 5  en  Wilcox
- AL 21     en Oak Hill
- I 65     en Greenville
- US 31     en Greenville
- US 29     en Luverne
- US 331     en Luverne
- US 29     en Troy
- US 331     en Troy
- US 431     en Abbeville.